# Lijst van Europese kampioenen baanwielrennen omnium
Het Europese kampioenschap Omnium wordt in de huidige vorm gereden vanaf 2010. Daarvoor waren er aparte kampioenschappen omnium voor sprinters en voor duurrenners. In de beginjaren waren het open kampioenschappen waar ook renners van buiten Europa aan konden meedoen.

## Europees kampioenen

### Omnium

#### Mannen
| Jaar | Goud                | Zilver                | Brons                 |
| 2010 | Roger Kluge         | Tim Veldt             | Rafał Ratajczyk       |
| 2011 | Ed Clancy           | Bryan Coquard         | Elia Viviani          |
| 2012 | Lucas Liß           | Artoer Jersjov        | Gediminas Bagdonas    |
| 2013 | Viktor Manakov      | Tim Veldt             | Martyn Irvine         |
| 2014 | Elia Viviani        | Jonathan Dibben       | Unai Elorriaga        |
| 2015 | Elia Viviani        | Lasse Norman Hansen   | Jonathan Dibben       |
| 2016 | Albert Torres       | Gaël Suter            | Benjamin Thomas       |
| 2017 | Albert Torres       | Julius Johansen       | Benjamin Thomas       |
| 2018 | Ethan Hayter        | Elia Viviani          | Casper von Folsach    |
| 2019 | Benjamin Thomas     | Lasse Norman Hansen   | Oliver Wood           |
| 2020 | Matthew Walls       | Jawhen Karaljok       | Iúri Leitão           |
| 2021 | Alan Banaszek       | Fabio Van Den Bossche | Matias Malmberg       |
| 2022 | Donavan Grondin     | Simone Consonni       | Sebastián Mora        |
| 2023 | Benjamin Thomas     | Simone Consonni       | William Perrett       |
| 2024 | Ethan Hayter        | Niklas Larsen         | Fabio Van Den Bossche |
| 2025 | Tim Torn Teutenberg | Niklas Larsen         | Philip Heijnen        |

#### Vrouwen
| Jaar | Goud               | Zilver             | Brons               |
| 2010 | Leire Olaberria    | Tatsiana Sharakova | Malgorzata Wojtyra  |
| 2011 | Laura Trott        | Tatsiana Sharakova | Kirsten Wild        |
| 2012 | Tatsiana Sharakova | Aušrinė Trebaitė   | Katarzyna Pawłowska |
| 2013 | Laura Trott        | Kirsten Wild       | Jolien D'Hoore      |
| 2014 | Laura Trott        | Jolien D'Hoore     | Anna Knauer         |
| 2015 | Laura Trott        | Amalie Dideriksen  | Ausrine Trebaite    |
| 2016 | Katie Archibald    | Kirsten Wild       | Lotte Kopecky       |
| 2017 | Katie Archibald    | Kirsten Wild       | Elisa Balsamo       |
| 2018 | Kirsten Wild       | Katie Archibald    | Letizia Paternoster |
| 2019 | Kirsten Wild       | Laura Kenny        | Tatsjana Sjarakova  |
| 2020 | Elisa Balsamo      | Laura Kenny        | Maria Novolodskaja  |
| 2021 | Katie Archibald    | Victoire Berteau   | Rachele Barbieri    |
| 2022 | Rachele Barbieri   | Clara Copponi      | Daria Pikulik       |
| 2023 | Katie Archibald    | Daria Pikulik      | Lotte Kopecky       |
| 2024 | Anita Stenberg     | Neah Evans         | Valentine Fortin    |
| 2025 | Lorena Wiebes      | Madelaine Leech    | Amalie Dideriksen   |

### Omnium duur

#### Mannen
| Jaar     | Goud                 | Zilver              | Brons                 |
| 1956     | Armin von Büren      | Jacques Bellenger   | Rik Van Steenbergen   |
| 1959     | Rik Van Steenbergen  | Palle Lykke         | Günther Ziegler       |
| 1961     | Fritz Pfenninger     | Peter Post          | Rik Van Steenbergen   |
| 1962 (1) | Palle Lykke          | Rik Van Steenbergen | Fritz Pfenninger      |
| 1962 (2) | Rudi Altig           | Peter Post          | Rik Van Steenbergen   |
| 1964     | Peter Post           | Fritz Pfenninger    | Hans Junkermann       |
| 1965 (1) | Patrick Sercu        | Peter Post          | Ferdinand Bracke      |
| 1965 (2) | Rudi Altig           | Rik Van Steenbergen | Peter Post            |
| 1967     | Patrick Sercu        | Peter Post          | Tom Simpson           |
| 1968     | Patrick Sercu        | Eddy Merckx         | Ron Baensch           |
| 1969     | Patrick Sercu        | Peter Post          | Robert Lelangue       |
| 1970 (1) | Patrick Sercu        | Eddy Merckx         | Peter Post            |
| 1970 (2) | Patrick Sercu        | Rudi Altig          | Peter Post            |
| 1972 (1) | Patrick Sercu        | Graeme Gilmore      | René Pijnen           |
| 1972 (2) | Patrick Sercu        | Graeme Gilmore      | Alain Van Lancker     |
| 1973     | Graeme Gilmore       | Leo Duyndam         | Günter Haritz         |
| 1975 (1) | Eddy Merckx          | Alain Van Lancker   | Roy Schuiten          |
| 1975 (2) | Patrick Sercu        | Günter Haritz       | Danny Clark           |
| 1977 (1) | Patrick Sercu        | Danny Clark         | Freddy Maertens       |
| 1977 (2) | Danny Clark          | Roman Hermann       | Freddy Maertens       |
| 1978     | Danny Clark          | Patrick Sercu       | Dietrich Thurau       |
| 1980 (1) | Patrick Sercu        | Danny Clark         | Roman Hermann         |
| 1980 (2) | Urs Freuler          | Anthony Doyle       | Patrick Sercu         |
| 1981     | Urs Freuler          | Robert Dill-Bundi   | Roman Hermann         |
| 1982     | Gert Frank           | Urs Freuler         | Anthony Doyle         |
| 1983     | Danny Clark          | Gert Frank          | Urs Freuler           |
| 1984     | Danny Clark          | Josef Kristen       | Ferdi Van Den Haute   |
| 1985     | Josef Kristen        | Urs Freuler         | Sigmund Hermann       |
| 1987 (1) | Danny Clark          | Urs Freuler         | Pierangelo Bincoletto |
| 1987 (2) | Urs Freuler          | Josef Kristen       | Volker Diehl          |
| 1988     | Anthony Doyle        | Volker Diehl        | Michael Marcussen     |
| 1989     | Etienne De Wilde     | Peter Pieters       | Konstantin Khrabvzov  |
| 1990     | Konstantin Khrabvzov | Jens Veggerby       | Philippe Tarantini    |
| 1995     | Peter Pieters        | Franz Stocher       | Jérôme Neuville       |
| 1996     | Jérôme Neuville      | Guido Fulst         | Peter Pieters         |
| 1997     | Jérôme Neuville      | Robert Hayles       | Guido Fulst           |
| 1998     | Olaf Pollack         | Mario Vonhof        | Robert Karśnicki      |
| 1999     | Robert Karśnicki     | Lubor Tesař         | Vasyl Jakovlev        |
| 2001     | Franco Marvulli      | Alexander Aeschbach | Franz Stocher         |
| 2002     | Franco Marvulli      | Alexander Aeschbach | Roland Garber         |
| 2003     | Franco Marvulli      | Lyubomyr Polatayko  | Angelo Ciccone        |
| 2004     | Aleksej Markov       | Angelo Ciccone      | Petr Lazar            |
| 2005     | Linas Balčiūnas      | Tomas Vaitkus       | Konstantin Ponomarev  |
| 2006     | Jens Mouris          | Rafał Ratajczyk     | Franco Marvulli       |
| 2007     | Unai Elorriaga       | Rafał Ratajczyk     | Jens Mouris           |
| 2008     | Wim Stroetinga       | Robert Bartko       | Elia Viviani          |
| 2009     | Rafał Ratajczyk      | Robert Bartko       | Unai Elorriaga        |

### Sprint Omnium

#### Mannen
| Jaar | Goud             | Zilver             | Brons                  |
| 1995 | Eyk Pokorny      | José Manuel Moreno | José Antonio Escuredo  |
| 1996 | Ainārs Ķiksis    | Pavel Buráň        | Laurent Gané           |
| 1997 | Eyk Pokorny      | Jens Fiedler       | Ainārs Ķiksis          |
| 1998 | Viesturs Berzin  | Ainārs Ķiksis      | Pavel Buráň            |
| 1999 | John Giletto     | Pavel Buráň        | Roberto Chiappa        |
| 2001 | Pavel Buráň      | Ainārs Ķiksis      | Viesturs Berzin        |
| 2002 | Ainārs Ķiksis    | Pavel Buráň        | Viesturs Berzin        |
| 2003 | Ainārs Ķiksis    | Ivan Vrba          | Pavel Buráň            |
| 2004 | Damian Zieliński | Grzegorz Krejner   | Pavel Buráň            |
| 2005 | Marco Jäger      | Teun Mulder        | Sergey Ruban           |
| 2006 | Tim Veldt        | Damian Zieliński   | Kasper Lindholm Jessen |
| 2007 | Teun Mulder      | François Pervis    | Arnaud Tournant        |
| 2008 | Theo Bos         | Tim Veldt          | François Pervis        |
| 2009 | Denis Špička     | François Pervis    | Andriy Vynokourov      |

Edities

2010 ·
2011 ·
2012 · 
2013 · 
2014 · 
2015 · 
2016 · 
2017 · 
2018 · 
2019 · 
2020 ·
2021 ·
2022 ·
2023 ·
2024 ·
2025 ·
2026

Onderdelen

Achtervolging (individueel) · 
afvalkoers · 
keirin · 
koppelkoers · 
omnium · 
ploegenachtervolging · 
puntenkoers · 
scratch · 
sprint · 
teamsprint ·  
tijdrijden

Voormalig:
derny ·
stayeren ·
tandem